# マルガリン銀行
マルガリン銀行（マルガリンぎんこう）は、2014年8月20日から12月31日まで毎週水曜日に放送されていたバラエティ番組。テレビアニメ『ヤマノススメ セカンドシーズン』の直後に放送されていた。ポニーキャニオン一社提供。

## 概要
借金を抱えた女性たちがオーディションを受け、合格したメンバーで結成したアイドルグループ「ザ・マーガリンズ」の活動を追う番組。
借金をテーマにしていることからタイトルに『銀行』が入っており、それをイメージさせる演出がなされる（メンバーの制服、「頭取」の名称など）。
「マスカット」シリーズのマッコイ斎藤が演出を務める。群像劇である点が共通し、司会も同じ大久保佳代子が務める。
「ASAYAN」、「マネーの虎」といった、過去の人気番組のパロディが多い。
なお、「ザ・マーガリンズ」はのちに「劇団マーガリンズ」に改名したものの、2016年9月24日に解散した。

## 出演
- ザ・マーガリンズ
- 大久保佳代子（オアシズ） - ゼネラルマネージャー（メインMC）
- 伊達みきお（サンドウィッチマン） - 頭取（サブMC）
- オラキオ（弾丸ジャッキー） - 長万部支店長（サブMC）
- 浪速のマスクマン（サブMC）
- マッコイ斎藤（監督）

## 放送時間
- TOKYO MX、KBS京都 - 水曜日 22:15 - 22:30
- 日本BS放送 - 水曜日 27:15 - 27:30（木曜日 3:15 - 3:30）
  - YouTubeで直近の放送回のみ無料配信。

## スタッフ
- 構成：鈴木工務店、佐藤俊明
- 総合演出：マッコイ斉藤
- 制作著作：マルガリン銀行本店